# Ilișești
Ilișești (deutsch Illischestie) ist eine aus den beiden Dörfern Brașca und Ilișești bestehende Gemeinde im rumänischen Kreis Suceava in der historischen Landschaft Bukowina mit der Kreishauptstadt Suceava. Bis 2004 trug die Gemeinde den Namen Ciprian Porumbescu, zu der auch die Dörfer Bălăceana und Ciprian Porumbescu gehörten. 2004 wurden diese jedoch abgespalten und bilden seitdem eine eigene Gemeinde.

## Geschichte
Im Rahmen der Josephinischen Kolonisation wurden in den 1780er Jahren 12 deutsche Familien in Ilișești angesiedelt, was zur Bildung einer deutschen Sprachinsel mit Pfälzischem Dialekt führte.
Nach dem Zweiten Weltkrieg emigrierte ein wesentlicher Teil der deutschen Bevölkerung nach Deutschland.

## Ethnische und religiöse Zugehörigkeit
Laut der im Jahr 1930 vorgenommenen Volkszählung bestand die Dorfbevölkerung aus 4228 Personen, davon 2030 Rumänen (48,01 %), 2001 Deutsche (Bukowinadeutsche) (47,32 %), 130 Juden (3,07 %), 44 Roma, 7 Armenier, 7 Tschechen und Slowaken, 4 Ruthenen, 3 Polen, ein Russe und ein sonstiger.
| Ethnie (1930)          | Anzahl | Prozentwert |
| ---------------------- | ------ | ----------- |
| Rumänen                | 2030   | 48,01 %     |
| Deutsche               | 2001   | 47,32 %     |
| Juden                  | 130    | 3,07 %      |
| Roma                   | 44     | 1,04 %      |
| Armenier               | 7      | 0,17 %      |
| Tschechen und Slowaken | 7      | 0,17 %      |
| Ruthenen               | 4      | 0,09 %      |
| Polen                  | 3      | 0,07 %      |
| Russen                 | 1      | 0,02 %      |
| Sonstige               | 1      | 0,02 %      |

Laut der im Jahr 1930 vorgenommenen Volkszählung waren die Einwohner nach Religionszugehörigkeit wie folgt verteilt: 2066 Rumänisch-Orthodoxe (48,86 %), 1868 Evangelisch-Lutherische (44,18 %), 151 Katholiken (3,57 %), 131 Juden (3,09 %), 7 Armenische Christen, 4 Siebenten-Tags-Adventisten und 1 Griechisch-Orthodoxer.
| Religion (1930)            | Anzahl | Prozentwert |
| -------------------------- | ------ | ----------- |
| Rumänisch-Orthodoxe        | 2066   | 48,86 %     |
| Evangelisch-Lutherische    | 1868   | 44,18 %     |
| Katholiken                 | 151    | 3,578 %     |
| Juden                      | 131    | 3,098 %     |
| Armenische Christen        | 7      | 0,17 %      |
| Siebenten-Tags-Adventisten | 4      | 0,09 %      |
| Griechisch-Orthodoxe       | 1      | 0,02 %      |

Laut Volkszählung des Jahres 2002 lebten 2693 Menschen im Dorf. Laut Volkszählung des Jahres 2011 stieg die Einwohnerzahl dann auf 2761. Die meisten Einwohner waren Rumänen (97,54 %). Für 1,85 % der Bevölkerung war die ethnischen Zugehörigkeit nicht bekannt. Die meisten Bewohner waren orthodoxe Christen (85,19 %), es gab aber auch religiöse Minderheiten wie Anhänger der Pfingstbewegung (7,71 %) und die Siebenten-Tags-Adventisten (3,37 %). Von 2,1 % der Bevölkerung war die Konfession 2011 nicht bekannt.

## Bilder

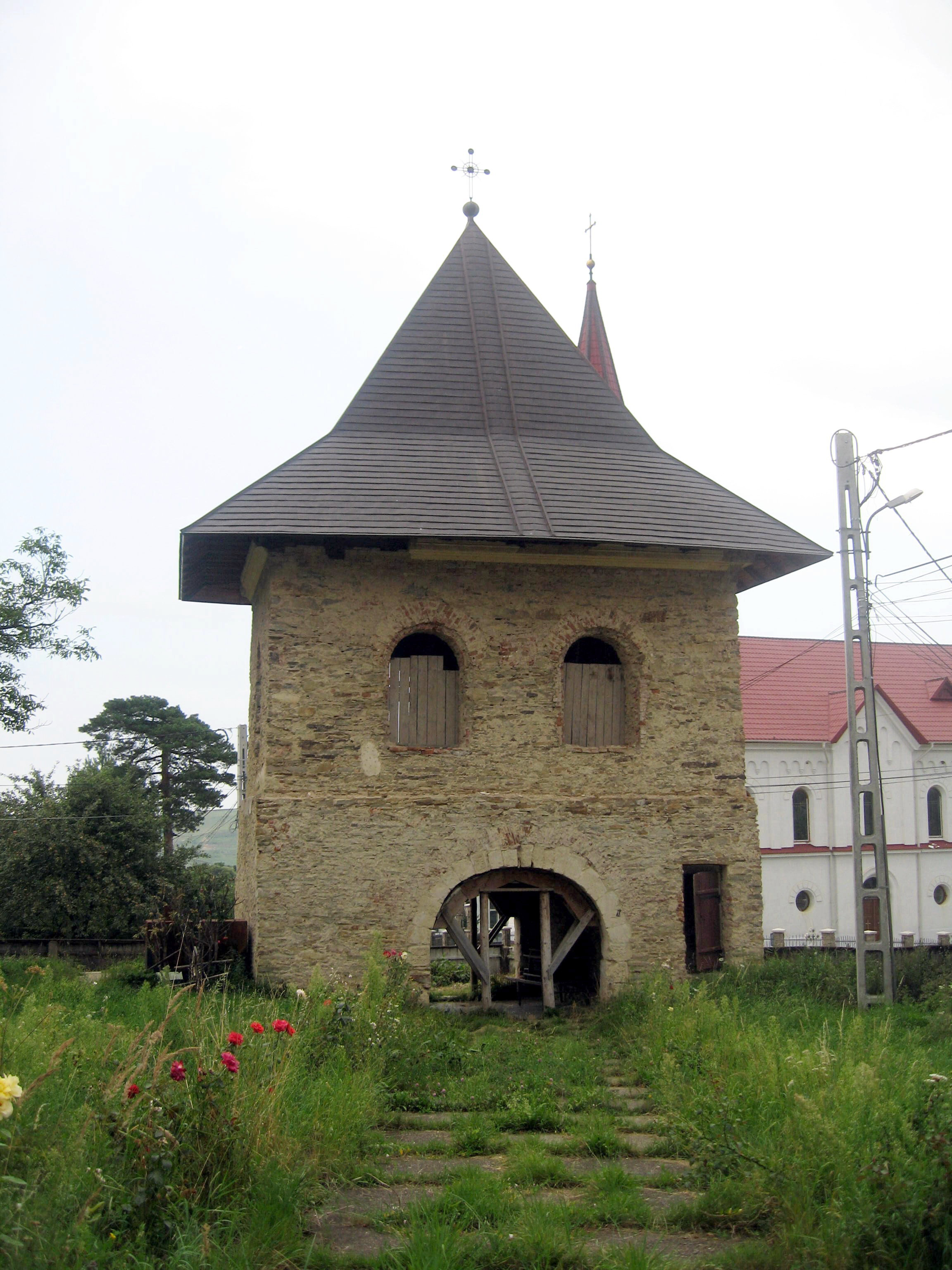
Kloster Ilișești
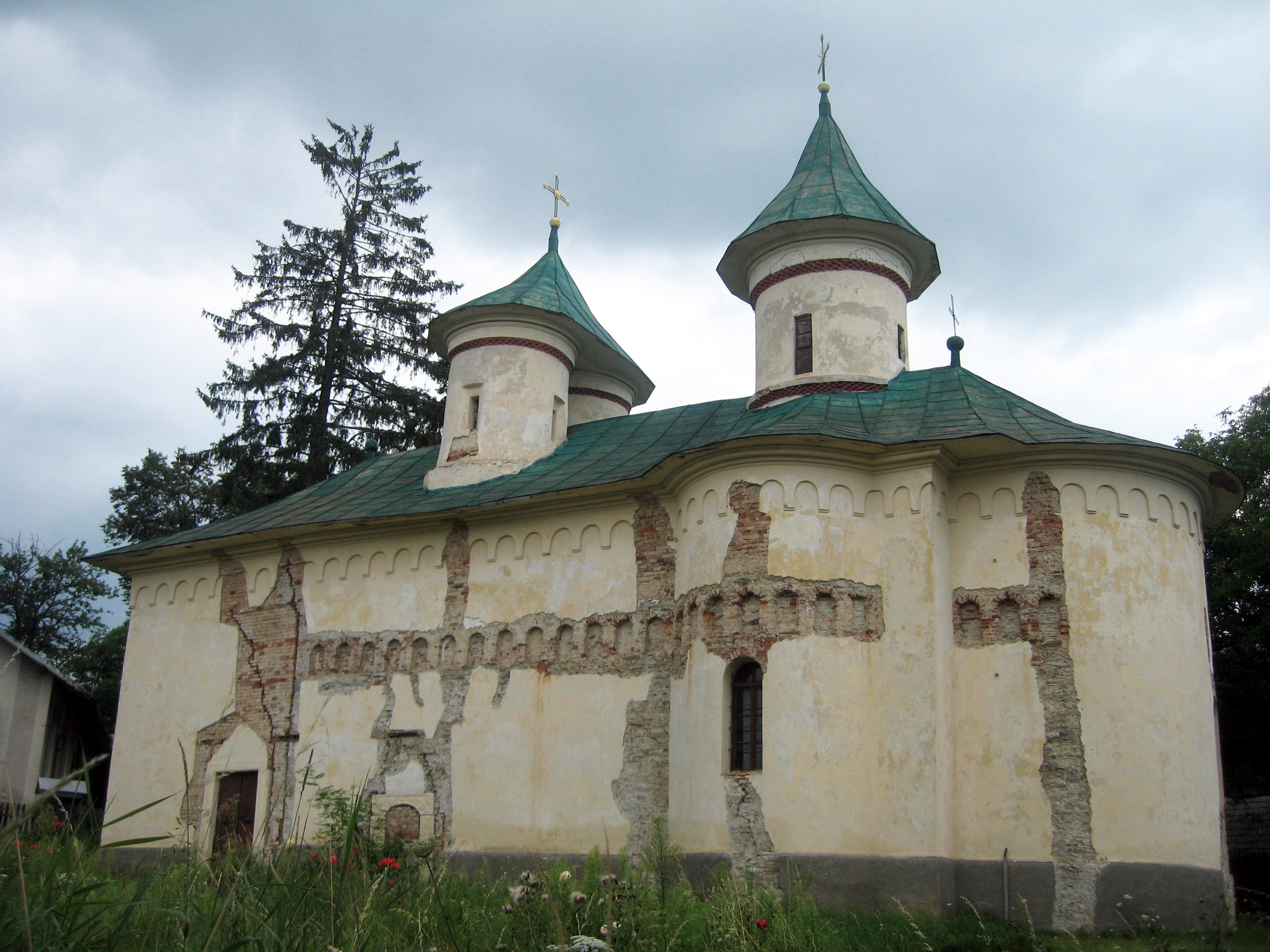
Ehemalige Klosterkirche Illischestie (1714)
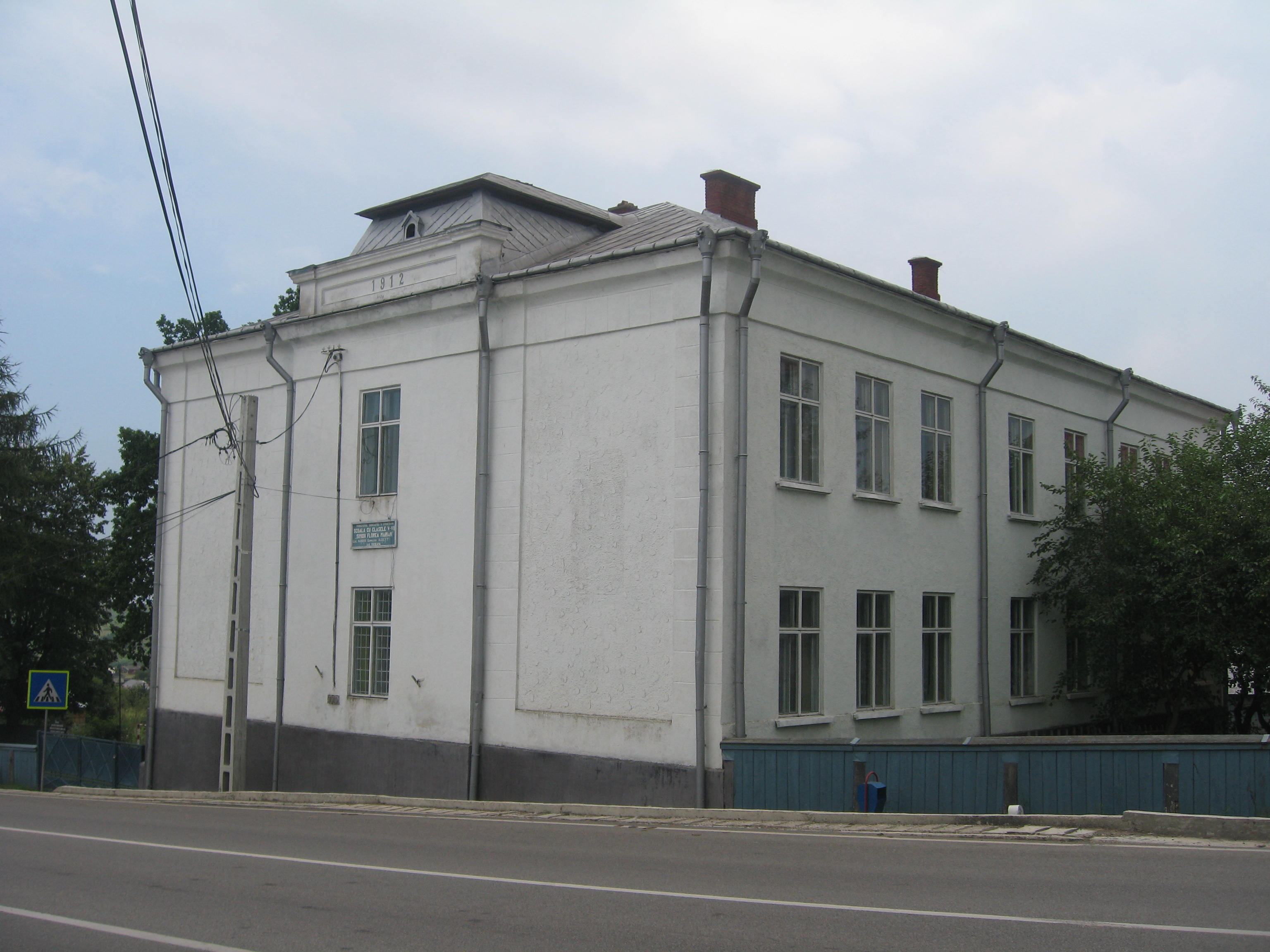
Schule in Illischestie
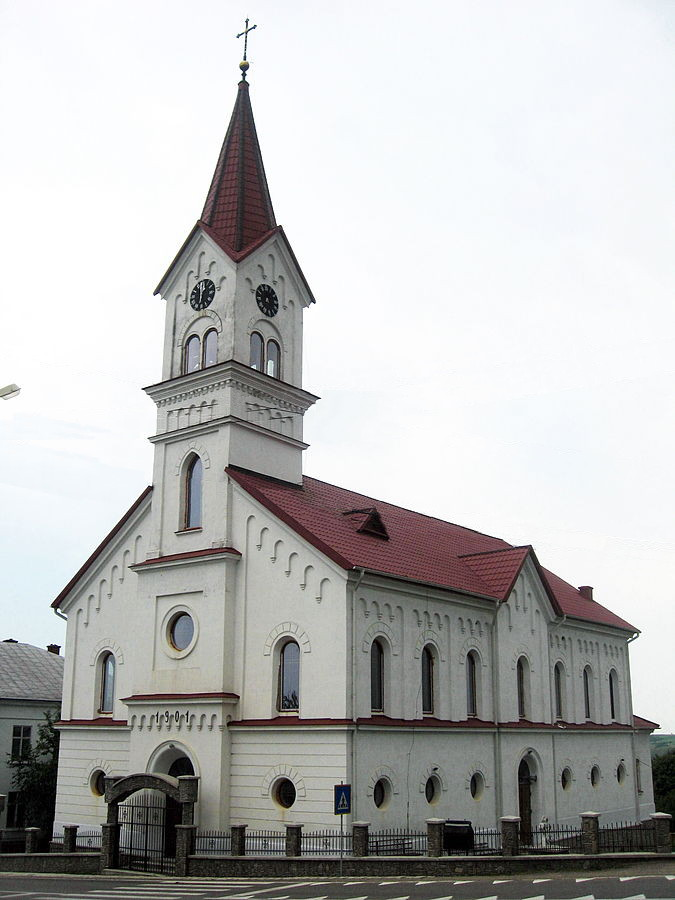
Ehemalige evangelisch-lutherische, jetzt rumänisch-orthodoxe Kirche „Mariä Himmelfahrt“ in Illischestie (1901)

## Persönlichkeiten
- Simeon Florea Marian (1847–1907), Ethnograph und Volkskundler,[9] 1881 Mitglied der Rumänischen Akademie.[10]